# Лакуна Кач
Лакуна Кач (англ. Kutch Lacuna) — лакуна, находящаяся близ северного полюса самого крупного спутника Сатурна — Титана, по координатам 88°24′ с. ш. 217°00′ з. д. / 88,4° с. ш. 217° з. д.. Лакуна (лат. lacuna) — похожее на озеро формация, которая при радарном зондировании имела слабое поглощение радиоволн, что говорит об её малой глубине, либо полном отсутствии жидкости. Размер структуры составляет 175 км.
Названа в честь земных солончаков Качский Ранн, находящихся на западе Индии (штат Гуджарат) и частично в Пакистане.